# فريدي كولمان
فريدي كولمان (15 ديسمبر 1991 في المملكة المتحدة - ) (بالإنجليزية: Freddie Coleman)‏ هو لاعب كريكت بريطاني. شارك مع منتخب اسكتلندا الوطني للكريكت. أما مع النوادي، فقد لعب مع نادي وارويكشاير للكريكيت ‏ ونادي الكريكت في جامعة أكسفورد ‏.

## وصلات خارجية
- فريدي كولمان على موقع إي آس بي آن كريك إنفو (الإنجليزية)